# Вайоминг (округ, Пенсильвания)
Вайоминг (англ. Wyoming County) — округ в штате Пенсильвания, США. Официально образован 4 апреля 1842 года. По состоянию на 2010 год, численность населения составляла 28 276 человек.

## География
По данным Бюро переписи США, общая площадь округа равняется 1048,951 км2, из которых 1028,231 км2 суша и 20,720 км2 или 1,880 % это водоёмы.

## Население
По данным переписи населения 2000 года в округе проживает 28 080 жителей в составе 10 762 домашних хозяйств и 7 705 семей. Плотность населения составляет 27,00 человек на км2. На территории округа насчитывается 12 713 жилых строений, при плотности застройки около 12,00-ти строений на км2. Расовый состав населения: белые — 98,28 %, афроамериканцы — 0,53 %, коренные американцы (индейцы) — 0,27 %, азиаты — 0,17 %, гавайцы — 0,01 %, представители других рас — 0,15 %, представители двух или более рас — 0,59 %. Испаноязычные составляли 0,67 % населения независимо от расы.
В составе 33,20 % из общего числа домашних хозяйств проживают дети в возрасте до 18 лет, 58,10 % домашних хозяйств представляют собой супружеские пары проживающие вместе, 9,30 % домашних хозяйств представляют собой одиноких женщин без супруга, 28,40 % домашних хозяйств не имеют отношения к семьям, 24,10 % домашних хозяйств состоят из одного человека, 9,90 % домашних хозяйств состоят из престарелых (65 лет и старше), проживающих в одиночестве. Средний размер домашнего хозяйства составляет 2,55 человека, и средний размер семьи 3,02 человека.
Возрастной состав округа: 25,50 % моложе 18 лет, 8,00 % от 18 до 24, 28,10 % от 25 до 44, 25,20 % от 45 до 64 и 25,20 % от 65 и старше (*суммарно 112%???). Средний возраст жителя округа 38 лет. На каждые 100 женщин приходится 98,60 мужчин. На каждые 100 женщин старше 18 лет приходится 95,80 мужчин.